# Mohammad Moin
Mohammad Moin (persiska: محمد معین), född  12 juli 1914 i Zarjoub, Rasht, Persien, död 4 juli 1971 i Teheran, Iran, var en framstående iransk iranist, språkvetare, lexikograf och litteraturhistoriker. Han är författare till ett persiskt standardlexikon i sex volymer med titeln Farhang-e Mo'in (Moins lexikon) och medförfattare till Loghatnāme-ye Dehkhodā (Dehkhodas lexikon) som räknas som en iransk nationalencyklopedi. 

## Karriär

### Familj och utbildning
Mohammad Moin var son till mullan Sheikh Abol-Qasem och föddes i staden Rasht i provinsen Gilan. När han var fem år gammal avled hans mamma i tyfoidfeber. Han tog en studentexamen i humaniora vid Dar ol-Fonun. Han studerade vidare vid l’Institut Supérieur des Sciences (nuvarande Kharazmi universitet) i Teheran och avlade 1934 en kandidatexamen i litteratur och filosofi. 
Moin åkte därefter till Belgien och tog examen i tillämpad psykologi, antropologi och kognitionsvetenskap under Elmer Knowles. När han återvände till Iran 1939 påbörjade han omedelbart sin doktorandutbildning under iranisten och Avestaöversättare Ebrahim Pourdavoud vid Teherans universitet. Han doktorerade 1942 på en avhandling med titeln Mazdayasna et son influence sur la littérature persane (Zoroastrismen och dess inflytande på persisk litteratur). Moin är den förste som utexaminerats med doktorsgrad i persisk litteratur från Teherans universitet.

### Språkvetenskapliga arbeten och Dehkhoda-institutet

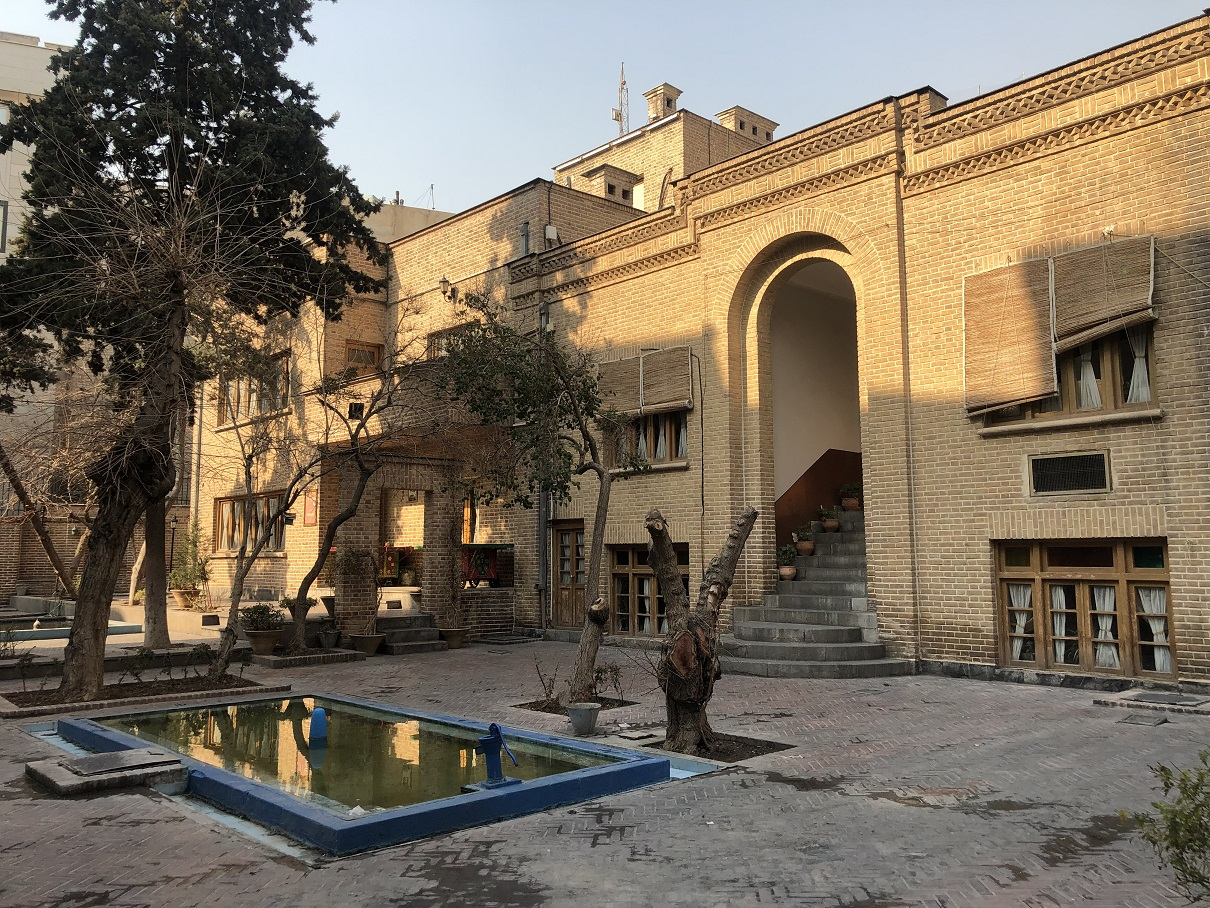
Mohammad Moin och Mahin Amirjaheds bostad i Teheran är sedan 2017 ett museum

Moin utnämndes 1943 till professor vid Teherans universitets litteraturvetenskapliga fakultet. Han är mest känd för sin persiska ordbok Farhang-e Mo'in (Moins lexikon) i sex volymer som utkom i sex volymer mellan åren 1963 och 1973. Han var också medredaktör för Loghatnāme-ye Dehkhodā (Dehkhodas lexikon) som räknas som en iransk nationalencyklopedi. Publiceringen av Loghatnāme-ye Dehkhodā påbörjades 1946 efter ett lagstiftande beslut i Irans parlament och Moin utsågs till vetenskaplig chef. Arbetet bedrevs först i huvudredaktören Ali Akbar Dehkhodas hem men flyttade snart in i det språkvetenskapliga Dehkhoda-institutet i Teheran, som omsider blev en del av Teherans universitet. 
Moin var ett språkgeni och behärskade ett tiotal språk, däribland arabiska, franska, engelska och tyska samt fornspråken avestiska, fornpersiska, pahlavi, sanskrit och latin. Han gjorde sig också ett namn som översättare och översatte en rad verk inom iranistik, däribland arkeologen Roman Ghirshmans Iran from Ancient Times to Islam, till persiska.
Moin var ordförande för litteraturkommissionen vid Internationella iranistikkongressen i Iran och blev efter Dehkhodas död 1956 sedermera chef för Dehkhoda-institutet och ledde det fortsatta arbetet med encyklopedin som kontinuerligt har uppdaterats.
Moin mottog 1961 den franska Arts et Lettres-ordens insignier för sin vetenskapliga kreativitet inom språk och litteraturforskning.
Moin drabbades i slutet av november 1970 av en stroke på sitt kontor i litteraturvetenskapliga fakulteten och låg i kom i mer än ett halvår. Han flögs till Kanada för specialistvård men avled på ett sjukhus i Teheran i juli 1971. 

## Gravplats
Moin är begravd i Ashrafies begravningsplats i sin hemprovins Gilan. Seyed Jafar Shahidi efterträdde Moin som chef för Dehkhoda Institute. 
Moins gravkammare vandaliserades 1981 av islamister, med anledning av hans nära band till den politiska eliten under Pahlavidynastin.

## Mohammad Moins museum
Mohammad Moins bostad i Teheran är kulturmärkt och byggdes under qajarepoken. Huset blev 2017 ett museum med inriktning på litteratur, musik och kalligrafi.